# 郭学益
郭学益，湖南长沙人，中南大学教授、博士生导师，中华人民共和国教育部长江学者特聘教授，从事能源金属清洁提取、城市矿产资源循环利用及先进电池材料制备研究。

## 社会兼职
- 有色金属资源循环利用国家地方联合工程研究中心主任
- 中国有色金属产业技术创新战略联盟理事长

## 荣誉
- 中国国家科技进步奖